# Tatiana Kotova
Tatiana Kotova (en rus: Татьяна Котова) (Kokand, Unió Soviètica 1976) és una atleta nacionalitzada russa, especialista en salt de llargada.

## Biografia
Va néixer l'11 de desembre de 1976 a la ciutat de Kokand, població situada en aquells moments a la República Socialista Soviètica de l'Uzbekistan (Unió Soviètica) i que avui dia forma part de l'Uzbekistan.

## Carrera esportiva
Va participar, als 23 anys, en els Jocs Olímpics d'Estiu de 2000 realitzats a Sydney (Austràlia), on va aconseguir guanyar la medalla de bronze en la competició femenina olímpica de salt de llargada, un metall que aconseguí revalidar en els Jocs Olímpics d'Estiu de 2004 realitzats a Atenes (Grècia). En els Jocs Olímpics d'Estiu de 2008 realitzats a Pequín (República Popular de la Xina) fou eliminada en la ronda de qualificació.
Al llarg de la seva carrera ha aconseguit guanyar quatre medalles al Campionat del Món d'atletisme, tres d'elles de plata; cinc medalles en el Campionat del Món d'atletisme en pista coberta, tres d'elles d'or; una medalla d'or en el Campionat d'Europa d'atletisme i una medalla de bronze en els Goodwill Games.
L'any 2000 aconseguí guanyar les sis proves de salt de llargada de la IAAF Golden League, repartint-se el primer d'un milió de dòlars amb Trine Hattestad (javelina), Maurice Greene (100 metres llisos) i Hicham El Guerrouj (1.500 metres).